# Ouibus

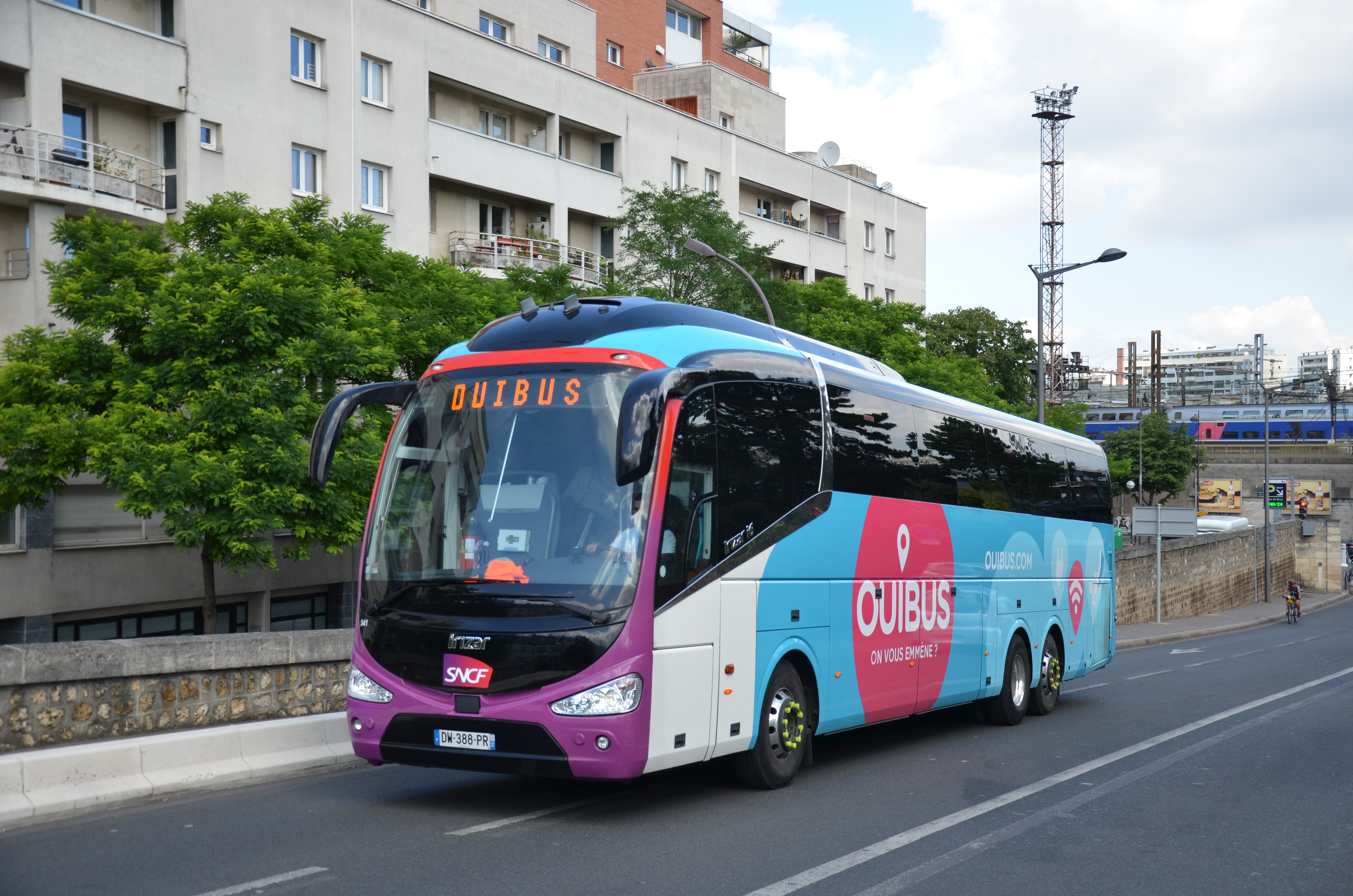
Autokar Ouibus w Paryżu

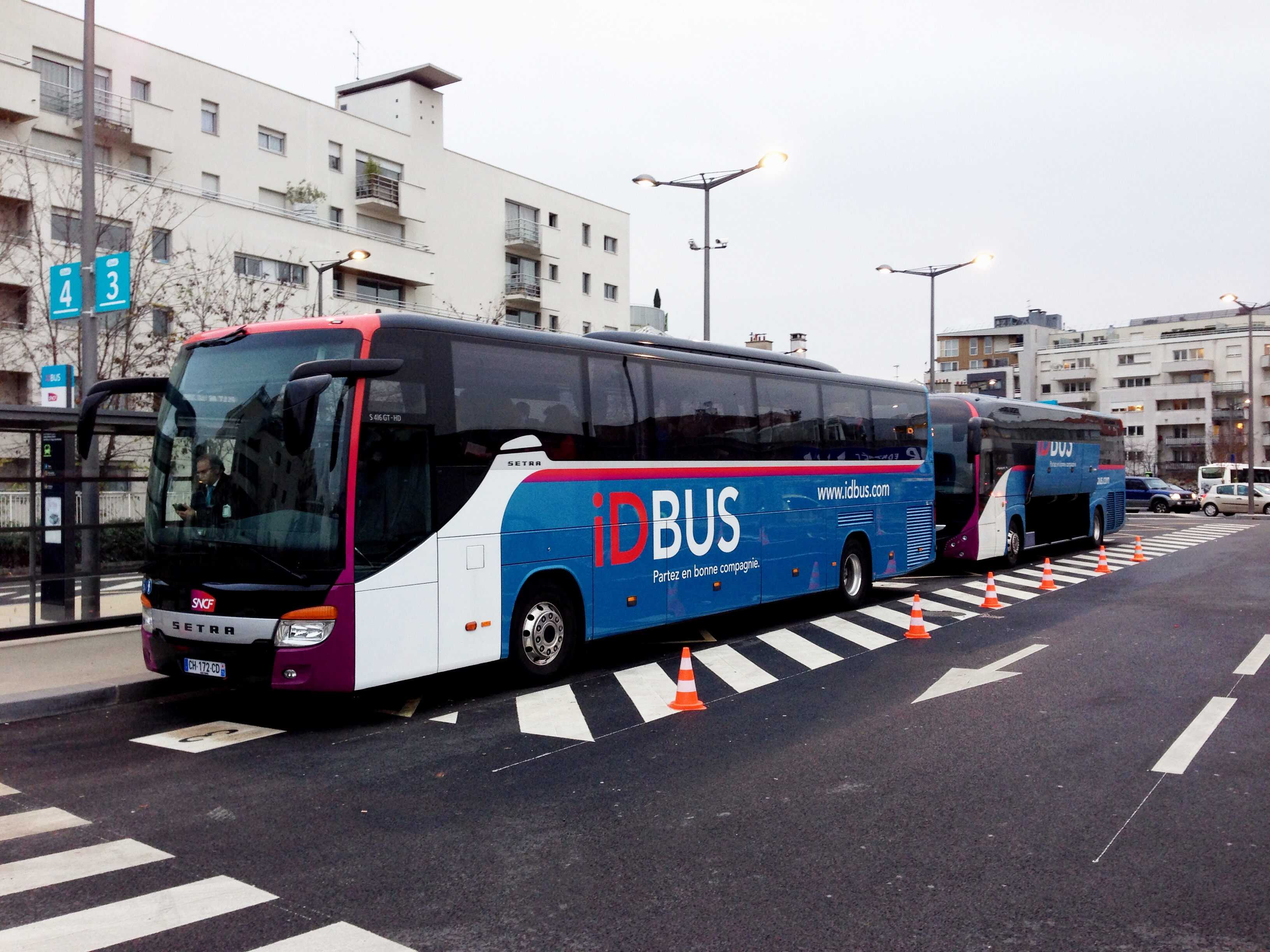
Autokary iDBus na paryskim dworcu Gare de Bercy

Ouibus – marka francuskiego przewoźnika kolejowego SNCF, pod którą realizowane są długodystansowe przewozy autokarowe, w tym międzynarodowe.
Przewoźnik rozpoczął działalność 23 lipca 2012 roku, początkowo pod marką iDBus. W początkowym okresie dysponował 21 autokarami i oferował połączenia pomiędzy pięcioma miastami – Paryżem, Lille, Brukselą, Amsterdamem i Londynem. Do listopada 2012 roku liczba posiadanych pojazdów wzrosła do 46. W pierwszym roku działalności z usług iDBus skorzystało ponad 200 000 pasażerów. Do lipca 2013 roku sieć połączeń iDBus rozszerzyła się o siedem kolejnych miast – Aix-en-Provence, Genuę, Lyon, Marsylię, Mediolan, Niceę oraz Turyn.
We wrześniu 2015 roku w wyniku rebrandingu marka iDBus zmieniona została na Ouibus. Jednocześnie, w związku z deregulacją rynku przewozów autobusowych (w następstwie wejścia w życie tzw. prawa Macrona), znacznie powiększyła sieć oferowanych połączeń, w 2016 roku obejmująca 35 miast we Francji i 11 poza nią.